# SARS-CoV-2-variant Alfa
 Denne artikel bør gennemlæses af en person med fagkendskab for at sikre den faglige korrekthed.
    Artiklen vedrører en SARS-CoV-2-variant hvis egenskaber løbende opdateres med ny viden. Oplysningerne kan derfor ændre sig hurtigt

Alfa-varianten eller lineage B.1.1.7 er en SARS-CoV-2-virusvariant (viruslinje med flere betegnelser).
Den blev påvist første gang i England i september 2020 og i Danmark i november 2020.
Ifølge Nicholas G. Davies fra Center for Mathematical Modelling of Infectious Diseases (CMMI) forårsagede den nye variant omkring 28 procent af alle tilfælde i London i begyndelsen af november 2020 og 62 procent en måned senere 
I det sydøstlige England blev mere end halvdelen af dem, der var inficeret med COVID-19, ramt af den nye variant.